# Brad Meltzer

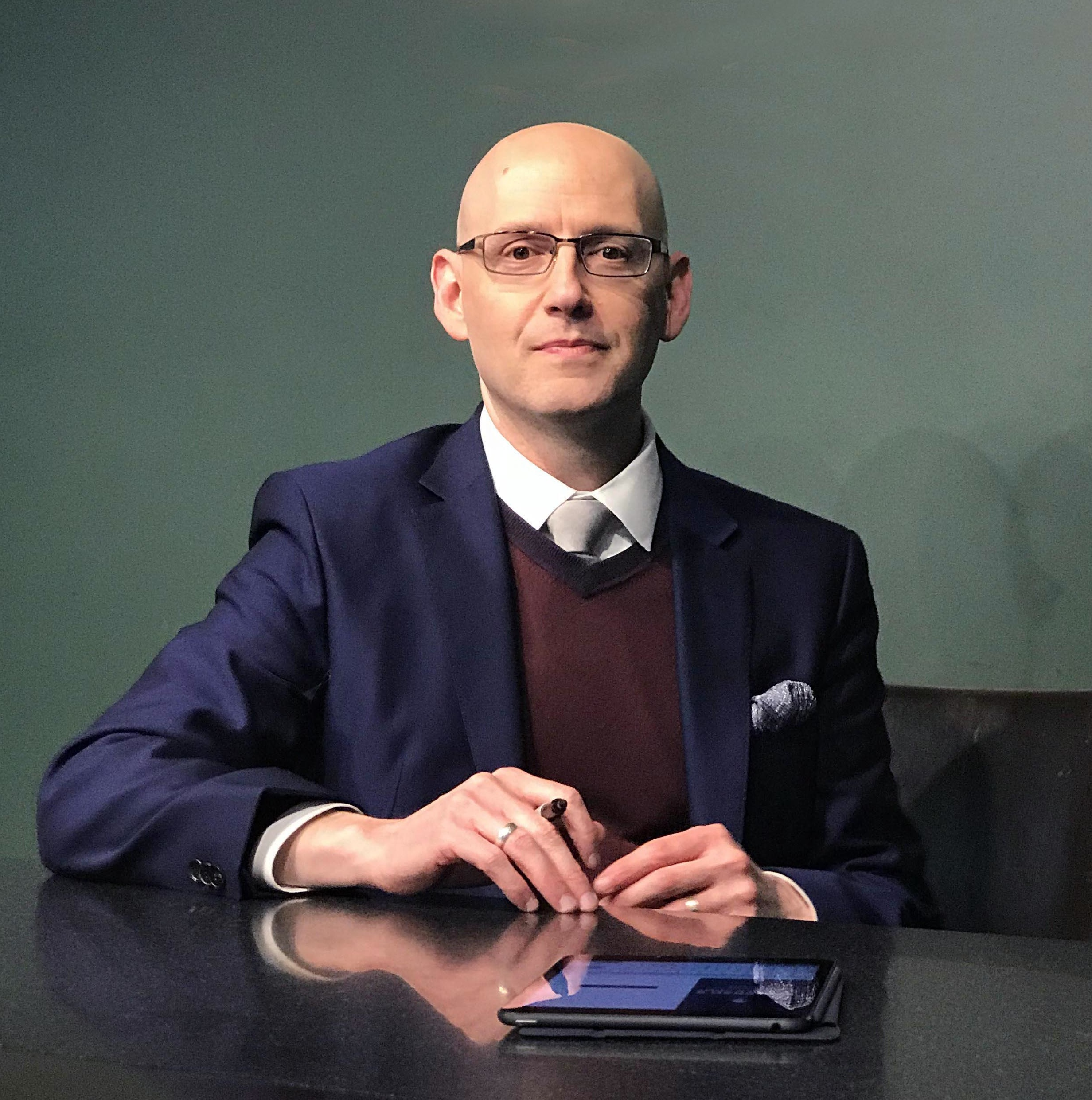
Brad Meltzer (2018)

Brad Meltzer (* 1. April 1970) ist ein US-amerikanischer Schriftsteller und Comicautor.

## Leben und Arbeit
Meltzer wuchs zunächst in Brooklyn, New York, und später in Südflorida auf, wo er 1988 den High-School-Abschluss an der North Miami Beach Senior High School erwarb. Nach seinem Abschluss an der University of Michigan lebte Meltzer zunächst in Beacon Hill, Boston – wo er seinen ersten Roman schrieb –, bevor er als Zweitstudium erfolgreich ein Studium der Juristerei an der Columbia Law School absolvierte.
1998 veröffentlichte Meltzer seinen ersten Roman, The Tenth Justice, dem bislang sieben weitere folgten, die kommerziell zum Teil derart erfolgreich waren, dass sie auf die Bestseller-Liste der New York Times kamen.
Als Comicautor verfasste Meltzer 16 Ausgaben der Abenteuerserie Green Arrow, die Miniserie Identity Crisis (2004) sowie einen Jahrgang der Superheldenserie Justice League of America (2007). Identity Crisis verkaufte sich sehr gut, trotz bzw. wegen des Tabuthemas „Feigheit im Umgang mit einem Serienvergewaltiger“, sodass die Superhelden laut Comics Alliance „genauso schäbig“ aussehen wie die Kriminellen selbst. Meltzer selbst musste sich nach eigenen Aussagen als Frauenfeind kritisieren lassen, was er entschieden bestreitet.
Darüber hinaus war Meltzer ein Mitschöpfer der Fernsehserie Jack & Bobby, die allerdings nach nur einer Staffel (2004–2005) eingestellt wurde.
Derzeit lebt Meltzer, der mit seiner Jugendliebe Cori Flam verheiratet ist und zwei Kinder hat, wieder in Südflorida. Er arbeitet an seinem siebten Roman und verfasst einige Ausgaben für die von Dark Horse publizierte Comicadaption der Fernsehserie Buffy – Im Bann der Dämonen.
Im September 2006 war Meltzer zusammen mit Vertretern von CIA, FBI, Psychologen verschiedener Fachrichtungen sowie Mitarbeitern des Ministeriums für Innere Sicherheit Mitglied einer Arbeitsgruppe, die sich mit neuen Methoden befasste, die Terroristen bei Attacken auf die Vereinigten Staaten anwenden könnten.

## Werke

### Romane
- Der zehnte Richter (The Tenth Justice, 1998)
- Kopf an Kopf (Dead Even, 1999)
- Der Berater (The First Counsel, 2001)
- Die Bank (The Millionaires, 2002)
- Das Spiel (The Zero Game, 2005)
- Der Code (The Book of Fate, 2006)
- Shadow (alias Der Berater, Februar 2008)
- Das Buch der Lügen (The Book of Lies, 2008)
- Thrill (alias Der zehnte Richter, Januar 2009)
- Die Mächtigen (The Inner Circle, 2011)
- Der Fall (Dead Even, 2011)
- Der fünfte Attentäter (The Fifth Assasin, 2013)
- The President's Shadow, 2015
- The House of Secrets, 2016
- The Escape Artist, 2018
- The Lightning Rod, 2022

### Sachbücher
- Heroes for My Son, 2010
- Heroes for My Daughter, 2012
- History Decoded: The 10 Greatest Conspiracies of All Time (mit Keith Ferrell), 2013
- The First Conspiracy (mit Josh Mensch), 2019
- The Lincoln Conspiracy (mit Josh Mensch), 2022
- The Nazi Conspiracy (mit Josh Mensch), 2023

## Hörbücher
- 2009: Der Code, TechniSat Digital/RADIOROPA Hörbuch, Daun/Vulkaneifel, auf Micro-SD ungekürzt 15:25 Std., gelesen von Martin Sabel, ISBN 978-3-8368-0501-8.